# The Low Anthem
The Low Anthem — американская музыкальная группа, играющая в стиле инди-фолк. Основана в 2006 году двумя мультиинструменталистами Беном Ноксом Миллером и Джеффом Пристовски.

## История
С февраля по март 2010 находились в туре с группами The Avett Brothers и Timber Timbre. В 2011 выступали вместе с Iron & Wine, а также играли на открытии концерта Iron & Wine в Нью-Йорке.
В 2012 The Low Anthem записали саундтрек к фильму «Аркадия».
В августе 2017 группа устроила тур по Америке вместе с певицей Люсиндой Уильямс.

## Состав группы

### Нынешние участники
- Бен Нокс Миллер (англ. Ben Knox Miller) — вокал, гитара, клавишные, труба, музыкальная пила (2006-наст. время)
- Джефф Пристовски (англ. Jeff Prystowsky) — ударные, контрабас, синтезатор (2006-наст. время)
- Флоренс Грейс Уоллис (англ. Florence Grace Wallis) — вокал, скрипка (2013-наст. время)
- Брайан Минто (англ. Bryan Minto) — гитара, гармоника (2013-наст. время)

### Бывшие участники
- Дэн Лефковитц (англ. Dan Lefkowitz) — гитара (2006—2007)
- Сайрус Скофилд (англ. Cyrus Scofield) — ударные (2007)
- Мэт Дэвидсон (англ. Mat Davidson) — бас-гитара, различные инструменты (2009—2011)
- Джоси Адамс(англ. Jocie Adams) — вокал, кларнет, орган, dulcimer (2007—2013)
- Майк Ирвин (англ. Mike Irwin) — труба, бас-гитара, гитара (2011—2013)
- Тайлер Осборн(англ. Tyler Osborne) — электро-гитара, бас-гитара (2011—2013)
- Энди Дэвис (англ. Andy Davis) — клавишные, гитара (2013—2014)

## Дискография

### Альбомы
- The Low Anthem (2006)
- What the Crow Brings (2007)
- Oh My God, Charlie Darwin (2008)
- Smart Flesh (2011)[7]
- Eyeland (2016)
- The Salt Doll Went to Measure the Depth of the Sea (2018)